# Markus Beer
Markus Beer (* 18. November 1988 in Graz) ist ein österreichischer Fußballtorwart, der beim FC Gratkorn unter Vertrag steht.

## Karriere
Beim Tus Rein begann mit sechs Jahren die Laufbahn von Markus Beer. Er durchlief dort die Jugendmannschaften und stand zuletzt auch in der Herrenmannschaft in der Gebietsliga Mitte im Tor (die Saison 2005/06 bestritt er als Stammtorwart) und betätigte sich bereits in jungen Jahren als Jugendtrainer. Als 16-Jähriger wechselte er 2006 zum FC Gratkorn. Zunächst kam er für die Amateure in der Steirischen Landesliga zum Einsatz und gab am 9. Mai 2008 unter Trainer Michael Fuchs sein Debüt für die erste Mannschaft in der zweitklassigen Ersten Liga. Regelmäßige Einsatzzeiten hatte er dort in den Saisons 2009/10 und 2010/11, konnte allerdings Matthias Götzinger nicht langfristig verdrängen. Am Ende der Saison 2010/11 stand der Abstieg in die Regionalliga Mitte. Zur neuen Saison wechselte Beer auf Leihbasis für ein Jahr zum Bundesligisten SV Ried.

### Statistik
| Liga       | Spiele (Tore) |
| ---------- | ------------- |
| Erste Liga | 35 (0)        |
| Wettbewerb |               |
| ÖFB-Cup    | 04 (0)        |

## Privates
Markus Beer, der auch Beerli gerufen wird, ist gelernter Maschinenbautechniker.